# Carebara rectidorsa
Carebara rectidorsa (лат.) — вид очень мелких муравьёв рода Carebara из подсемейства Myrmicinae (Formicidae). Индия, Китай.

## Описание
Мелкие муравьи желтоватого цвета. От близких видов (например, от Carebara taiponica) отличается следующими признаками: верхняя часть проподеума прямая, мандибулы с 5 зубцами, глаза редуцированные (из одной или двух фасеток), латеральные стороны головы прямые, антеродорзальные углы проподеума не заострённые позади метанотального шва, затылочные выступы-рога не соединены развитым поперечным килем, промезонотум сильно выпуклый, затылок с поперечными бороздками, дорзум головы прямой. Длина тела солдат 1,4—1,7 мм, рабочие около 1 мм. Проподеум округлый, без выступающих зубцов. Усики солдат и рабочих 9-члениковые с 2-члениковой булавой. Скапус короткий. Нижнечелюстные щупики состоят из 2 члеников, нижнегубные из 2. Имеют диморфичную касту рабочих с мелкими рабочими и крупными солдатами. Стебелёк между грудкой и брюшком состоит из двух члеников: петиолюса и постпетиолюса (последний четко отделен от брюшка), жало развито, куколки голые (без кокона).

## Систематика
Вид был описан в 2003 году по материалам из Китая  китайским энтомологом профессором Ж. Сю (Zhenghui Xu), под первоначальным названием Oligomyrmex rectidorsus  Xu, 2003. Относят к трибе Solenopsidini.